# Dromon
Dromon (iz grško Δρόμων [drómon], tekač) je bila od 6. do 12. stoletja najpomembnejša ladja bizantinske vojne mornarice.  
Razvila se je iz antične trireme. Poganjala so jo vesla in jadra, s katerimi je dosegla hitrost 7 vozlov (približno 13 km/h). Ladja je imela več oblik in velikosti. Dolga je bila od 30 do 50 metrov in široka 5 do 7 metrov. Posadka, vključno z veslači in mornariškimi pešaki, je štela okoli 300 mož. Ob jamboru je imela stolp, s katerega so lahko vojaki s puščicami, kopji in drugimi izstrelki napadali nasprotnika. Večina dromonov je bila opremljena z metalci ognja, s katerimi so metali grški ogenj in do 500 kg težke izstrelke do 500 metrov daleč. Veliko dromonov je imelo oklep,  ki jih je ščitil pred udarci kljunov sovražnih ladij.

## Vira
- Pryor, John H.; Jeffreys, Elizabeth M. (2006). The Age of the ΔΡΟΜΩΝ: The Byzantine Navy ca. 500–1204. Brill Academic Publishers, ISBN 978-9004151970.
- Karatolios, Κ. (2013). Το Υγρόν Πυρ και η συμβολή του στη βυζαντινή ισχύ, εκδόσεις. Historical Quest, ISBN 978-618-80309-5-4.